# Meister der Stockkämper Doppelfigur
Als Meister der Stockkämper Doppelfigur wird ein namentlich nicht bekannter niedersächsischer oder westfälischer Bildhauer und Bildschnitzer bezeichnet, der im ersten Drittel des 16. Jahrhunderts tätig war. Er hatte vermutlich in Osnabrück oder Umgebung seine Werkstatt. Der Meister erhielt seinen Notnamen nach dem Doppelbild einer Maria und einer Anna Selbdritt in der Kirche von Stockkämpen bei Hörste (Halle).
Zuerst war der Meister von Osnabrück mit dem Werk in Verbindung gebracht worden, dieser hatte acht große Apostel-Statuen aus Sandstein geschaffen, die im Chorumgang des Doms zu Osnabrück standen. Diese stehen der Marienfigur stilistisch sehr nahe. Möglicherweise arbeitete er mit einem oder mehreren Gehilfen, und um kleine Unterschiede und Abweichungen im Stil zwischen den Apostelfiguren und der Marienfigur zu erklären hat die Kunstgeschichte im Laufe der Zeit dem Meister der Stockkämper Doppelfigur einen eigenständigen Notnamen gegeben und das Werk des Meisters aus dem des Meisters von Osnabrück ausgeschieden.